# Воронина, Марина Дмитриевна
Марина Дмитриевна Воронина (род. 30 марта 1993 года) — российская пловчиха в ластах, заслуженный мастер спорта России.

## Карьера
Занимается подводным плаванием с 2001 года. Воспитанница СДЮСШОР № 7 г. Челябинска. Тренируется у Е. Т. Богданова. Неоднократная победительница и призёрка чемпионатов мира, Европы и России.